# Rostyslav Hercyk
Rostyslav Andrijovyč Hercyk (in ucraino Ростислав Андрійович Герцик?; Leopoli, 5 luglio 1989) è uno schermidore ucraino, specializzato nel fioretto.

## Palmarès
- Mondiali di scherma

Budapest 2013: bronzo nel fioretto individuale
- Universiade

Taipei 2017: bronzo nel fioretto individuale